# 黑龍江省 (中華民國)
黑龍江省，簡稱黑，為中華民國的一省。抗戰勝利後東北九省方案将其分为黑龙江省、嫩江省和兴安省。省会为北安市。

## 歷史沿革

### 民初到奉系統治
清初，該地有黑龍江將軍駐防。清光緒年間改為黑龙江省，並且开放漢人移民闖關東，后来发现了金矿，淘金者纷纷涌至。辛亥革命後民國政府承襲清末黑龍江省，民初以松花江为界，南归吉林省，北为黑龙江省所辖。
黑龙江省因气候严寒恶劣、位置偏僻，又远离關內、不易定居，故开发较晚，人口也较少。张作霖成为奉系军事和行政首腦后，立即着手建立在黑龙江省的统治权。当时直隶人许兰洲控制着黑龙江省，许在张勋复辟之时附和辮子軍，政敵利用此事件要求许兰洲辞职。张作霖運作其在北京政府內的势力，在民國六年（1917年）7月26日最终让他所提名的鲍贵卿被任命为黑龙江省督军，许兰洲下台，鲍是張作霖的同鄉和兒女親家，此後黑龙江省歸入张作霖的勢力范围內。1920年初，原本高度自治的呼倫貝爾特別區域也取消自治，由黑龍江省直接管理。黑龍江省在奉系张氏父子統治下，1921-1928年被劃給吳俊升管理，期间“军无法纪，政无章程，一切随心所欲，为所欲为”，为了维持奉军的战争消耗，他在黑省横征暴敛，大种鸦片，後來吳氏也在皇姑屯事件中被炸死。他死後萬福麟等人接掌省政，並在東北易幟後延續其地位。需要注意的是此時的黑龍江省轄區不包括中東鐵路附屬地（民國時設東省特別區管理）。

### 奉天事變後

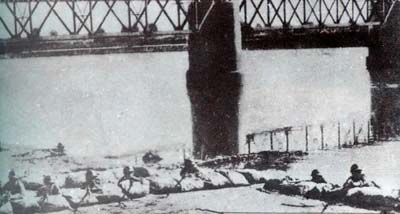
1931年11月嫩江桥抗战

民國二十年（1931年）奉天事變，日本進軍東北，攻陷遼寧、吉林主要城鎮。10月1日，黑龍江的東北軍將領張海鵬投敵，且奉日軍命令派出3個團進攻齊齊哈爾。10月16日在嫩江橋，被黑龍江省防軍擊退。守軍炸毀嫩江鐵路橋的第1、第2、第5號橋，以阻止日偽軍進犯。10月26日，關東軍第2師第29團佔領四洮鐵路（四平-洮安）沿線主要城鎮。11月4日，關東軍嫩江支隊攻擊嫩江橋北守軍。黑龍江省政府代主席兼代東北邊防軍駐江副司令長官馬占山指揮3個旅，5個團共1.6萬餘人進行江橋抗戰，戰至11月18日，終因傷亡慘重而棄守省城齊齊哈爾，撤往克山、海倫。11月19日，日軍攻陷齊齊哈爾。
民國二十一年（1932年）1月28日，關東軍第3旅由長春向哈爾濱進犯，同時從遼西地區調第2師增援。1月31日，依蘭鎮守使兼第24旅旅長李杜率吉林自衛軍進行哈爾濱保衛戰。激戰五天，自衛軍傷亡慘重，撤往賓縣。2月5日，日軍攻陷哈爾濱。不過直到同年末蘇炳文撤入蘇聯後，日軍才控制黑省全境。
1932年滿洲國成立之初，黑龍江省設立省公署，其後劃分為龍江、濱江、三江、黑河、東滿、北安6省。被日本佔領的十幾年間，該地被掠奪了大量木材、糧食、煤炭、礦產，先後運往日本支持其各项開支。

### 抗戰以後
民國三十四年（1945年）日本投降後，國民政府積極準備接收東北，明令將東北三省劃為九省，以熊式輝為東北行營主任，並於9月初，任命東北九省省政府主席。同年底，國民政府接收人員從蘇軍手中接收了哈爾濱市政府。
民國三十五年（1946年）1月，黑龍江省主席韓駿傑、興安省主席吳煥章與松江省主席關吉玉及哈爾濱市市長楊綽菴赴哈爾濱市成立各省、市政府辦事處。4月25日，蘇聯軍隊全數撤離哈爾濱市，各省市政府接收人員等隨之逃離哈爾濱。4月28日，東北民主聯軍克哈爾濱。韓駿傑率領部分省府人員赴瀋陽市，建立省政府辦事處，而黑龍江省政府自始自終未能赴省境辦公。民國三十七年(1948年)年底遼瀋會戰，大部分地區為中共所控。11月2日解放軍正式進入瀋陽，中華民國黑龍江省政府行政機構徹底瓦解。

### 中共的黑龍江省
抗日戰爭勝利後，中共中央為開闢東北根據地，立即派遣大批幹部和軍隊挺進東北。
1945年11月15日，范式人、赵德尊等率领一百九十五名干部到达北安，根据东北局指示，成立了中共黑龙江省工委，范式人任副书记代理书记，赵德尊任组织部长。同日，陈大凡、王钧等接收了“维持会”，正式建立黑龙江省政府，陈大凡任主席。11月23日，成立了东北人民自治军黑龙江军区，叶长庚任司令员，范式人兼任代理政委，王钧任副司令员兼参谋长。12月底，王鹤寿到达北安，担任省工委书记兼黑龙江军区政委，范式人任副书记兼黑龙江军区副政委，赵德尊、王堃骋、陈大凡、杨英杰、叶长庚、林一心、王钧任委员。
黑龙江省地域包括满洲国的原北安省和黑河省。轄北安、德都、克東、克山、拜泉、依安、明水、望奎、海倫、通北、綏棱、綏化、慶安、璦琿、孫吳、遜克、呼瑪、烏雲、鷗浦、漠河20個縣。1946年經過調整和增設，增至26個縣，並設立龍南專區和黑河專區。
1946年1月31日，黑龙江省第一届人民代表大会在北安举行，选出了黑龙江省行政委员会，陈大凡任主席，杨英杰任副主席。1946年8月，中共黑龙江省工委改为中共黑龙江省委，王鹤寿任省委书记兼黑龙江军区政委，范式人任省委副书记兼黑龙江军区副政委，赵德尊任省委组织部长。
1947年2月2日，黑龙江、嫩江两省合并为黑龙江嫩江联合省（简称黑嫩省），省政府驻齐齐哈尔市。1947年9月16日，东北行政委员会决定，将黑嫩省重新划分为黑龙江、嫩江两省。1947年9月20日，任命范式人为黑龙江省政府主席，省会北安，王鹤寿任省委书记兼黑龙江军区政委。
1948年10月20日，东北局决定，范式人任中共黑龙江省委书记，赵德尊为副书记。
1949年4月21日，东北行政委员会发布《重划东北行政区划令》，将嫩江省与黑龙江省合并为黑龙江省。並將原嫩江省所轄的扶餘、乾安兩縣和郭爾羅斯前旗劃歸吉林省，將松江省的佛山縣劃歸黑龍江省管轄。1949年5月15日，黑龍江、嫩江兩省機構正式合併，省会设于齐齐哈尔市，全省共轄1市、41縣（旗）。张启龙任省委书记。于毅夫任省政府主席，王梓木任省政府副主席。
1950年3月，省委副书记赵德尊接任省委书记。
1953年4月，冯纪新接任省委书记。
1954年6月19日，中央人民政府决定，撤销松江省建制，与黑龙江省合并为黑龙江省。1954年8月1日，两省机构正式合并，省会设在哈尔滨市。首任省委书记为欧阳钦，省委副书记为强晓初。首任省政府主席为韩光，副主席为李延禄。

## 行政區劃

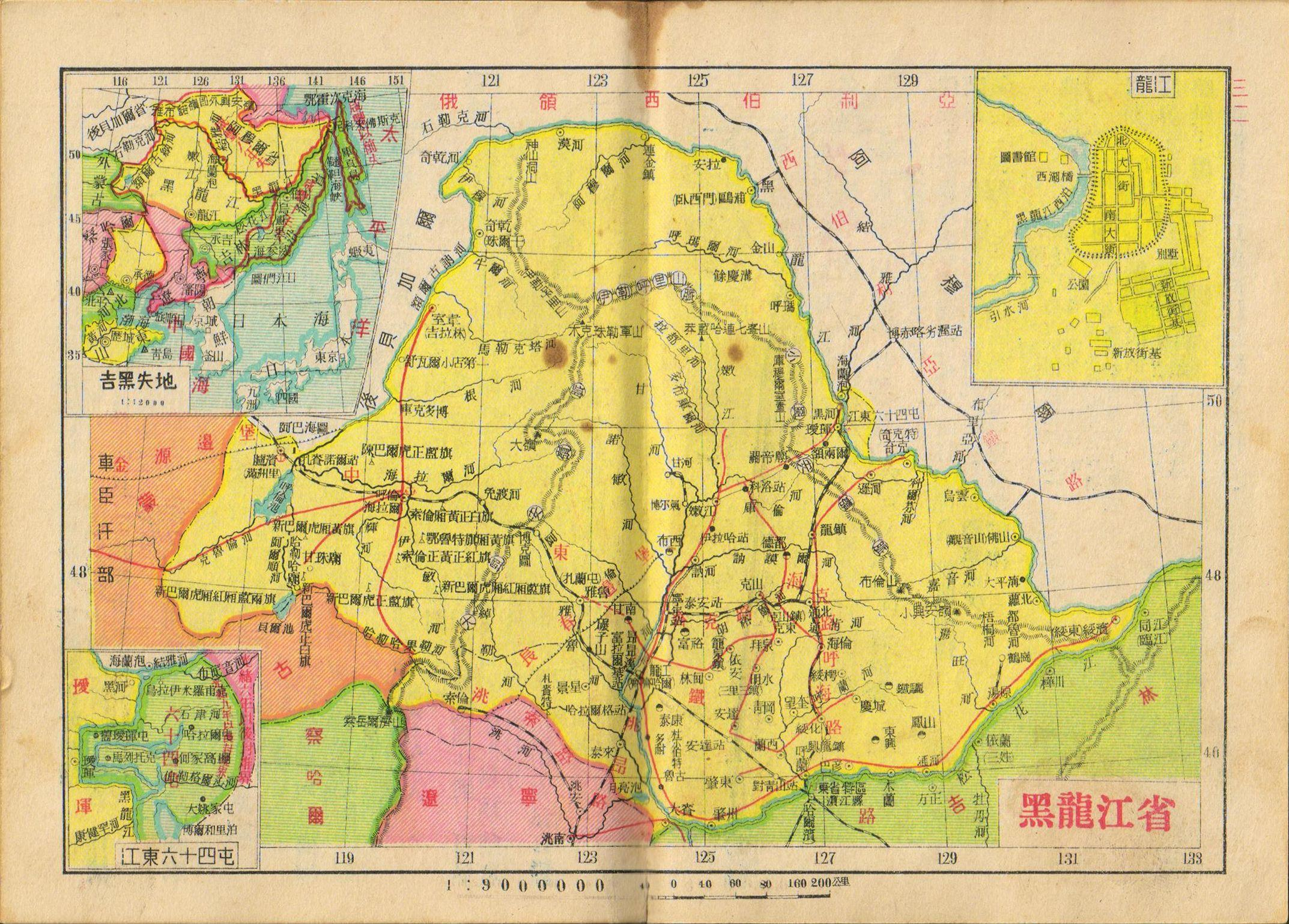
亞新地學社1936年《袖珍中華全圖》的黑龍江省地圖，此时该地实际上由满洲国统治

### 省會
民國二十年（1931年）「九一八事變」以前，省會在龍江縣齊齊哈爾城（今齊齊哈爾市城區）。抗戰結束後，依據東北新省區方案，省會為北安市，但因該地為中共所控制，實際上省政府分別位於哈爾濱市、瀋陽市。

### 道制
清代在黑龍江設有璦琿、呼倫、興東3兵備道。民國成立後，因省財政困難，於民國元年（1912年）7月14日，廢除呼倫兵備道，合併興東、璦琿2兵備道為黑河道，道員改稱觀察使。民國三年（1914年）5月，道觀察使改稱道尹；6月，按照《各省所屬道區域表》，全省劃為3道，新設有龍江道、綏蘭道。民國十四年（1925年）增設呼倫道。民國十七年（1928年）張學良在東北通電東北易幟，並於明年2月15日按照東北政務委員會裁撤道區的決定，裁撤各道。
黑河道
民國元年（1912年）7月改璦琿兵備道署為黑河道，駐大黑河屯。轄璦琿縣和呼瑪、蘿北2設治局。民國三年（1914年）8月，成立道尹公署，道尹繁要缺，一等，駐璦琿縣黑河（今黑河市城區）。之後增設漠河、烏雲、綏濱、佛山、奇克、鷗浦等6設治局，呼瑪、蘿北、漠河3設治局改置縣。至民國十七年（1928年）底，全道轄4縣、5設治局。1929年2月裁撤。
龍江道
民國三年（1914年）6月置。同年8月，成立道尹公署，道尹為繁要缺，一等，駐龍江縣齊齊哈爾城（今齊齊哈爾市城區）。轄龍江、嫩江、訥河、拜泉、青岡、大賚、肇州、肇東、安達9縣和泰來、林甸2設治局。之後又陸續增設克山、依安、明水、景星、布西、索倫、雅魯、甘南、泰康等9設治局，泰來、林甸、克山3設治局改置縣。至民國十七年（1928年）底，全道共轄12縣、8設治局。1929年2月裁撤。
綏蘭道
民國三年（1914年）6月置。同年8月，成立道尹公署，道尹為簡缺，三等，駐綏化縣（今綏化市駐地綏化鎮）。轄呼蘭、綏化、海倫、蘭西、慶城、巴彥、木蘭、通河、湯原9縣和龍鎮設治局。之後又陸續增設望奎、通北、綏棱、鐵驪、東興等5設治局。龍鎮、望奎、通北、綏棱4設治局改置縣。至民國十七年（1928年）底，全道共轄13縣、2設治局。民國十八年（1929年）2月廢除。
呼倫道
民國元年（1912年），呼倫兵備道被廢止。民國九年（1920年）2月，在呼倫城設置呼倫貝爾善後督辦，管轄呼倫、臚濱、室韋3縣。同年，增轄奇乾縣。民國十四年（1925年）5月置呼倫道，道尹公署駐呼倫城，轄呼倫、臚濱、室韋、奇乾4縣。民國十八年（1929年）2月廢除，道尹公署改為市政籌備處。

### 縣、市、設治局

#### 九一八事變以前
1931年9月日本侵略東北以前，黑龍江省轄有42縣11設治局，如下：
| 黑龍江省     | 黑龍江省                                                               | 黑龍江省     | 黑龍江省 |
| 縣市局       | 駐地(2023年4月)                                                        | 北洋時期     | 沿革 |
| ------------ | ---------------------------------------------------------------------- | ------------ | --- |
| 龍江縣       | 今齊齊哈爾市城區                                                       | 龍江道(駐地) | 黑龍江省會。清代為龍江府，民國2年（1913年）1月改置縣。                                                                     |
| 嫩江縣       | 墨爾根城（今嫩江市駐地嫩江鎮）                                         | 龍江道       | 清代為嫩江府，民國2年（1913年）1月改置縣。                                                                                 |
| 大賚縣       | 莫勒紅崗子（今吉林省大安市駐地大賚鄉）                                 | 龍江道       | 清代為大賚直隸廳，民國2年（1913年）1月改置縣。                                                                             |
| 肇州縣       | 五臺（肇州古城，今肇源縣駐地肇源鎮）                                   | 龍江道       | 清代為肇州直隸廳，民國2年（1913年）1月改置縣。                                                                             |
| 肇東縣       | 昌五城（今肇東市西昌五鎮）                                             | 龍江道       | 民國元年（1912年）11月置五城設治局，民國2年（1913年）10月易名肇東設治局，12月改置縣。                                      |
| 拜泉縣       | 巴拜（大泡子，今拜泉縣駐地拜泉鎮）                                     | 龍江道       | |
| 訥河縣       | 東布特哈（今訥河市駐地通江街道）                                       | 龍江道       | 清代為訥河直隸廳，民國2年（1913年）1月改置縣。                                                                             |
| 青岡縣       | 柞樹崗（今青岡縣駐地青岡鎮）                                           | 龍江道       | |
| 安達縣       | 安达（今安達市東北任民鎮）                                             | 龍江道       | 清代為安達直隸廳，民國2年（1913年）1月改置縣。                                                                             |
| 克山縣       | 三站（今克山縣駐地克山鎮）                                             | 龍江道       | 民國4年（1915年）分訥河縣析置克山設治局，8月改置縣。                                                                       |
| 泰來縣       | 泰來鎮（今泰來縣駐地泰來鎮）                                           | 龍江道       | 民國2年（1913年）11月以杜爾伯特、扎賚特兩旗析置泰來鎮設治局，民國6年（1917年）5月改置縣。                                  |
| 林甸縣       | 大林家甸（今林甸縣駐地林甸鎮）                                         | 龍江道       | 民國4年（1915年）5月改安達縣析置林甸設治局，民國6年（1917年）1月改置縣。                                                   |
| 景星縣       | 今龍江縣西南景星鎮                                                     | 龍江道       | 民國4年（1915年）5月分龍江縣析置景星設治局，民國18年（1929年）1月改置縣。                                                  |
| 布西設治局   | 西布特哈（尼爾基屯，今內蒙古自治區莫力達瓦達斡爾族自治旗駐地尼爾基鎮） | 龍江道       | 民國4年（1915年）4月以西布特哈地方析置。                                                                                   |
| 索倫山設治局 | 索倫山（今內蒙古自治區科爾沁右翼前旗西北索倫鎮）                       | 龍江道       | 民國6年（1917年）3月以索倫山地方析置。                                                                                     |
| 明水縣       | 興隆鎮（三里三鎮，今明水縣駐地明水鎮）                                 | 龍江道       | 民國12年（1923年）12月分拜泉縣析置明水設治局，因縣治興隆鎮附近有明水泉，故名。民國18年（1929年）11月改置縣。               |
| 依安縣       | 龍泉鎮（今依安縣南依龍鎮）                                             | 龍江道       | 民國12年（1923年）12月分林甸、拜泉兩縣析置依安設治局，因區域在清代為依克明安部遊牧地，故名。民國18年（1929年）11月改置縣。 |
| 雅魯縣       | 扎蘭屯（今內蒙古自治區扎蘭屯市駐地興華街道）                           | 龍江道       | 民國14年（1925年）以札蘭濟沁河地方置雅魯設治局，民國18年（1929年）11月改置縣。                                             |
| 泰康設治局   | 小蒿子站（今杜爾伯特蒙古族自治縣駐地泰康鎮）                           | 龍江道       | 民國16年（1927年）分安達、林甸、泰來三縣析置。                                                                             |
| 克東設治局   | 二克山鎮（今克東縣駐地克東鎮）                                         | 龍江道       | 民國18年（1929年）1月分克山縣析置。                                                                                        |
| 德都設治局   | 德都（今五大連池市駐地青山街道）                                       | 龍江道       | 民國18年（1929年）11月以原克東設治局置。                                                                                   |
| 富裕設治局   | 大來克屯（今富裕縣東南富路鎮）                                         | 龍江道       | 民國18年（1929年）11月分龍江縣析置。                                                                                       |
| 慶城縣       | 余慶（今慶安縣駐地慶安鎮）                                             | 綏蘭道       | 清代為余慶縣，因與貴州省縣名重複，民國3年（1914年）1月易名。                                                               |
| 蘭西縣       | 雙廟子（今蘭西縣駐地蘭西鎮）                                           | 綏蘭道       | |
| 木蘭縣       | 五站（今木蘭縣駐地木蘭鎮）                                             | 綏蘭道       | |
| 龍鎮縣       | 龍鎮（今五大連池市東北龍鎮）                                           | 綏蘭道       | 民國元年（1912年）10月以海倫縣龍門鎮地方置龍門鎮設治局，民國6年（1917年）5月改置龍門縣。因與廣東省龍門縣重名，改名。       |
| 綏楞縣       | 上集廠（今綏棱縣東南上集鎮）                                           | 綏蘭道       | 民國4年（1915年）5月分綏化縣析置綏楞設治局，民國6年（1917年）5月改置縣。                                                   |
| 望奎縣       | 望奎鎮（大五井子，今望奎縣駐地望奎鎮）                                 | 綏蘭道       | 民國6年（1917年）4月分海倫縣析置望奎設治局。民國7年（1918）2月改置縣。                                                     |
| 湯原縣       | 湯旺河（今湯原縣駐地湯原鎮）                                           | 綏蘭道       | |
| 通河縣       | 岔林河口（今通河縣駐地通河鎮）                                         | 綏蘭道       | 清代為大通縣，因與甘肅省縣名重複，民國3年（1914年）1月易名。                                                               |
| 通北縣       | 通肯鎮（今北安市東南通北鎮）                                           | 綏蘭道       | 民國4年（1915年）5月分海倫縣析置通北設治局。民國6年（1917年）5月改置縣。                                                   |
| 甘南設治局   | 甘井子（今甘南縣駐地甘南鎮）                                           | 綏蘭道       | 民國14年（1925年）12月以布西設治局屬甘井子地方析置。                                                                       |
| 綏化縣       | 北林子（今綏化市北林區駐地北林街道）                                   | 綏蘭道       | 清代為綏化府，民國2年（1913年）3月改置縣。                                                                                 |
| 呼蘭縣       | 今呼蘭縣駐地呼蘭鎮                                                     | 綏蘭道       | 清代為呼蘭府，民國2年（1913年）2月改置縣。                                                                                 |
| 海倫縣       | 通肯（今海倫市駐地海倫鎮）                                             | 綏蘭道       | 清代為海倫府，民國2年（1913年）1月改置縣。                                                                                 |
| 巴彥縣       | 巴彥蘇蘇（今巴彥縣駐地巴彥鎮）                                         | 綏蘭道       | 清代為巴彥州，民國2年（1913年）1月改置縣。                                                                                 |
| 鐵驪設治局   | 鐵山包（今鐵力市駐地鐵力鎮）                                           | 綏蘭道       | 民國4年（1915年）5月以鐵山包地方析置。                                                                                     |
| 東興設治局   | 東興鎮（今木蘭縣北東興鎮）                                             | 綏蘭道       | 民國17年（1928年）分木蘭縣析置。                                                                                           |
| 鳳山設治局   | 鳳山鎮（今通河縣西北鳳山鎮）                                           | 綏蘭道       | 民國18年（1929年）11月分通河縣析置。                                                                                       |
| 璦琿縣       | 璦琿城（今黑河市愛輝區南璦琿鎮）                                       | 黑河道(駐地) | 清代為璦輝直隸廳及黑河府，民國元年（1912年）11月裁府併入璦輝廳，民國2年（1913年）1月改置縣。                               |
| 蘿北縣       | 興東（今蘿北縣北太平溝鄉）                                             | 黑河道       | 民國元年（1912年）7月以擬設蘿北廳地方置蘿北廳設治局，因處托蘿山之北，故名。民國2年（1913年）12月改置縣。                   |
| 漠河縣       | 漠河（今漠河市北北極鎮）                                               | 黑河道       | 民國3年（1914年）3月以漠河總卡地方置漠河設治局，民國6年（1917年）5月改置縣。                                               |
| 呼瑪縣       | 古站地方（今呼瑪縣駐地呼瑪鎮）                                         | 黑河道       | 民國元年（1912年）7月置呼瑪廳設治局 ，民國2年（1913年）12月改置縣。                                                        |
| 烏雲縣       | 溫河鎮（今嘉蔭縣西北烏雲鎮）                                           | 黑河道       | 民國5年（1916年）7月析蘿北縣置烏雲設治局，民國18年（1929年）11月改置縣。                                                   |
| 綏濱縣       | 敖來密屯（今綏濱縣駐地綏濱鎮）                                         | 黑河道       | 民國6年（1917年）4月析蘿北縣置綏東設治局，民國18年（1929年）1月改置縣，因與熱河省縣名重名、改名。                          |
| 佛山縣       | 佛山鎮（烏拉嘎河，今嘉蔭縣東南保興鎮）                                 | 黑河道       | 民國16年（1927年）9月分蘿北縣置佛山設治局，民國18年（1929年）11月改置縣。                                                  |
| 逊河县       | 遜河（今遜克縣西南遜河鎮）                                             | 黑河道       | 民國17年（1928年）11月以黑河縣遜河地方置遜河設治局，1931年10月改置縣。                                                     |
| 奇克縣       | 奇克特（今遜克縣駐地奇克鎮）                                           | 黑河道       | 民國18年（1929年）2月分璦輝縣析置奇克設治局，11月改置縣。                                                                  |
| 鷗浦縣       | 倭西門（今呼瑪縣北鷗浦鄉）                                             | 黑河道       | 民國18年（1929年）1月分呼瑪縣置鷗浦設治局，11月改置縣。                                                                    |
| 呼倫縣       | 海拉爾（今內蒙古自治區呼倫貝爾市海拉爾區）                             | 呼倫道(駐地) | 清代為呼倫直隸廳，民國9年（1920年）2月改置縣。                                                                             |
| 臚濱縣       | 滿洲里（今內蒙古自治區滿洲里市駐地東山街道）                           | 呼倫道       | 清代為臚濱府，民國9年（1920年）2月改置縣。                                                                                 |
| 室韋縣       | 吉拉林（今內蒙古自治區額爾古納市北蒙兀室韋蘇木）                       | 呼倫道       | 民國4年（1915年）設吉拉林設治局，民國9年（1920年）2月改置縣。                                                              |
| 奇乾縣       | 珠爾干河（今內蒙古自治區額爾古納市北奇乾鄉）                           | 呼倫道       | 民國9年（1920年）12月以奇雅河卡倫地方置奇乾設治局，民國10年（1921年）12月改置縣。                                          |

#### 抗戰結束以後
民國三十六年（1947年）6月5日國民政府所公布的東北新省區方案劃分的行政區，黑龍江省轄有1市、25縣、1旗，由於省境較小，不設行政督察區。由於本省因抗戰結束後，全境己被中共東北民主聯軍控制，故國民政府公佈的行政區劃並未得到執行。
以下各市縣之代號均已在2005年10月3日棄用。
| 黑龍江省         | 黑龍江省 | 黑龍江省                   | 黑龍江省                                 | 黑龍江省 |
| 所屬督察區及盟部 | 代碼     | 縣市局                     | 駐地(2023年4月)                          | 沿革 |
| ---------------- | -------- | -------------------------- | ---------------------------------------- | --- |
| 省直轄地區       | 32001    | 北安市                     | 今北安市駐地鐵西街道                     | 黑龍江省省會，民國36年（1947年）6月核准析龍鎮縣北安鎮等地置市。                                                                         |
| 省直轄地區       | 32002    | 璦琿縣 Aihūn hoton         | 璦琿城（今黑河市愛輝區南璦琿鎮）         | 滿洲國時期屬黑河省。 |
| 省直轄地區       | 32003    | 漠河縣                     | 漠河（今漠河市北北極鎮）                 | 滿洲國時期屬黑河省。 |
| 省直轄地區       | 32004    | 鷗浦縣                     | 倭西門（今呼瑪縣北鷗浦鄉）               | 滿洲國時期屬黑河省。 |
| 省直轄地區       | 32005    | 呼瑪縣                     | 古站地方（今呼瑪縣駐地呼瑪鎮）           | 滿洲國時期屬黑河省。 |
| 省直轄地區       | 32006    | 逊河县                     | 遜河（今遜克縣西南遜河鎮）               | 滿洲國時期與奇克縣合併為遜克縣，屬黑河省。抗戰結束後保留未變。民國三十六年（1947年）6月核准恢復原縣建制。                               |
| 省直轄地區       | 32007    | 奇克縣                     | 奇克特（今遜克縣駐地奇克鎮）             | 滿洲國時期與遜河縣合併為遜克縣，屬黑河省。抗戰結束後保留未變。民國三十六年（1947年）6月核准恢復原縣建制。                               |
| 省直轄地區       | 32008    | 烏雲縣                     | 溫河鎮（今嘉蔭縣西北烏雲鎮）             | 滿洲國時期屬黑河省。 |
| 省直轄地區       | 32009    | 佛山縣                     | 佛山鎮（烏拉嘎河，今嘉蔭縣東南保興鎮）   | 滿洲國時期屬三江省。 |
| 省直轄地區       | 32010    | 嫩城縣                     | 墨爾根城（今嫩江市駐地嫩江鎮）           | 舊稱嫩江縣，因與新置的嫩江省省名同名，民國36年（1947年）6月核准改名。                                                                   |
| 省直轄地區       | 32011    | 龍鎮縣                     | 龍鎮（今五大連池市東北龍鎮）             | 滿洲國時期稱北安縣，屬北安省。抗戰結束後保留未變。民國36年（1947年）6月核准恢復原名。                                                   |
| 省直轄地區       | 32012    | 孫吳縣                     | 孫吳街（今孫吳縣駐地孫吳鎮）             | 滿洲國時期屬黑河省，民國36年（1947年）6月核准析璦琿縣置。                                                                               |
| 省直轄地區       | 32013    | 克山縣                     | 三站（今克山縣駐地克山鎮）               | 滿洲國時期屬北安省。 |
| 省直轄地區       | 32014    | 通北縣                     | 通肯鎮（今北安市東南通北鎮）             | 滿洲國時期屬北安省。 |
| 省直轄地區       | 32015    | 海倫縣                     | 通肯（今海倫市駐地海倫鎮）               | 滿洲國時期屬北安省。 |
| 省直轄地區       | 32016    | 綏楞縣                     | 上集廠（今綏棱縣東南上集鎮）             | 滿洲國時期屬北安省。 |
| 省直轄地區       | 32017    | 慶城縣                     | 余慶（今慶安縣駐地慶安鎮）               | 滿洲國時期與鐵驪縣合併為慶安縣，屬北安省。抗戰結束後保留未變。民國36年（1947年）6月恢復原縣建制。                                       |
| 省直轄地區       | 32018    | 綏化縣                     | 北林子（今綏化市北林區駐地北林街道）     | 滿洲國時期屬北安省。 |
| 省直轄地區       | 32019    | 望奎縣                     | 望奎鎮（大五井子，今望奎縣駐地望奎鎮）   | 滿洲國時期屬北安省。 |
| 省直轄地區       | 32020    | 明水縣                     | 興隆鎮（三里三鎮，今明水縣駐地明水鎮）   | 滿洲國時期屬北安省。 |
| 省直轄地區       | 32021    | 拜泉縣                     | 巴拜（大泡子，今拜泉縣駐地拜泉鎮）       | 滿洲國時期屬北安省。 |
| 省直轄地區       | 32022    | 依安縣 Yekemyangan         | 龍泉鎮（今依安縣南依龍鎮）               | 滿洲國時期屬北安省。 |
| 省直轄地區       | 32023    | 訥河縣 Nemor               | 東布特哈（今訥河市駐地通江街道）         | 滿洲國時期屬龍江省。 |
| 省直轄地區       | 32024    | 德都縣                     | 今五大連池市駐地青山街道                 | 舊稱德都設治局，滿洲國時期實施縣制，屬北安省。抗戰結束後保留未變。民國36年（1947年）6月核准實施縣制。                                   |
| 省直轄地區       | 32025    | 克東縣                     | 今克東縣駐地克東鎮                       | 舊稱克東設治局，滿洲國時期實施縣制，屬北安省。抗戰結束後保留未變。民國36年（1947年）6月核准實施縣制。                                   |
| 省直轄地區       | 32026    | 鐵驪縣                     | 鐵山包（今鐵力市駐地鐵力鎮）             | 舊稱鐵驪設治局，滿洲國時期實施縣制，屬北安省。後與慶城縣合併為慶安縣。抗戰結束後保留未變。民國36年（1947年）6月核准恢復原局並實施縣制。 |
| 特別旗           | 321      | 伊克明安特別旗 Yekemyangan | 杜爾布德努克圖（大泉，今富裕縣東富海鎮） | 原屬哲里木盟，滿洲國時期屬龍江省。 |

## 行政區劃年表
| 黑龍江省行政區劃年表                                                      |          |    |    |    |             | |
| 說明：「?」表示不能確定其發生年份或月份，故放於最有可能的一年內，詳見注釋 |          |    |    |    |             | |
| 西元                                                                      | 民國紀元 | 縣 | 市 | 局 | 其他        | 行政區劃變更 |
| 1912年                                                                    | 民國1年  | 7  |    | 5  | 6府 1州 6廳 | |
| 1913年                                                                    | 民國2年  | 21 |    | 2  | 1府 1廳     | - 廢龍江府置龍江縣（1月） - 廢嫩江府置嫩江縣（1月） - 改大賚直隸廳為大賚縣（1月） - 改肇州直隸廳為肇州縣（1月） - 改訥河直隸廳為訥河縣（1月） - 改安達直隸廳為安達縣（1月） - 廢海倫府為海倫縣（1月） - 改巴彥州為巴彥縣（1月） - 改璦琿廳為璦琿縣（1月） - 廢呼蘭府為呼蘭縣（2月） - 廢綏化府為綏化縣（3月） - 五城設治局改名肇東設治局（10月） - 析杜爾伯特、扎賚特二旗置泰來鎮設治局（11月） - 改肇東設治局為肇東縣（12月） - 改蘿北廳設治局為蘿北縣（12月） - 改呼瑪廳設治局為呼瑪縣（12月） |
| 1914年                                                                    | 民國3年  | 22 |    | 2  | 1府 1廳     | - 餘慶縣改名慶城城（1月） - 大通縣改名通河縣（1月） - 析呼瑪縣置漠河縣（3月） |
| 1915年                                                                    | 民國4年  | 23 |    | 9  | 1府 1廳     | - 析訥河設治局置克山設治局（4月） - 析西布特哈地方置布西設治局（4月） - 析安達縣置林甸設治局（5月） - 析龍江縣置景星設治局（5月） - 析綏化縣置綏棱設治局（5月） - 析海倫縣置通北設治局（5月） - 析鐵山包地方置鐵驪設治局（5月） - 改克山設治局為克山縣（8月） - 設吉拉林設治局（?月） |
| 1916年                                                                    | 民國5年  | 23 |    | 10 | 1府 1廳     | - 析蘿北縣置烏雲設治局（7月） |
| 1917年                                                                    | 民國6年  | 29 |    | 7  | 1府 1廳     | - 改林甸設治局為林甸縣（1月） - 析索倫山地方置索倫山設治局（3月） - 析海倫縣置望奎設治局（4月） - 析蘿北縣置綏東設治局（4月） - 改泰來鎮設治局為泰來縣（5月） - 改龍門鎮設治局為龍門縣（5月） - 龍門縣改名龍鎮縣（5月） - 改綏棱設治局為綏棱縣（5月） - 改通北設治局為通北縣（5月） - 改漠河設治局為漠河縣（5月） |
| 1918年                                                                    | 民國7年  | 30 |    | 6  | 1府 1廳     | - 改望奎設治局為望奎縣（2月） |
| 1919年                                                                    | 民國8年  | 30 |    | 6  | 1府 1廳     | |
| 1920年                                                                    | 民國9年  | 33 |    | 6  |             | - 改呼倫直隸廳為呼倫縣（2月） - 廢臚濱府為臚濱縣（2月） - 改吉拉林設治局為室韋縣（2月） - 析奇雅河卡倫地區置奇乾設治局（12月） |
| 1921年                                                                    | 民國10年 | 34 |    | 5  |             | - 改奇乾設治局為奇乾縣（12月） |
| 1922年                                                                    | 民國11年 | 34 |    | 5  |             | |
| 1923年                                                                    | 民國12年 | 34 |    | 7  |             | - 析拜泉縣置明水設治局（12月） - 析林甸、拜泉二縣置依安設治局（12月） |
| 1924年                                                                    | 民國13年 | 34 |    | 7  |             | |
| 1925年                                                                    | 民國14年 | 34 |    | 9  |             | - 析布西設治局置甘南設治局（12月） - 以札蘭濟沁河置雅魯設治局（?月） |
| 1926年                                                                    | 民國15年 | 34 |    | 9  |             | |
| 1927年                                                                    | 民國16年 | 34 |    | 11 |             | - 析蘿北縣置佛山設治局（9月） - 析安達、林甸、泰來三縣置泰康設治局（?月） |
| 1928年                                                                    | 民國17年 | 34 |    | 13 |             | - 析黑河縣置遜河設治局（11月） - 析木蘭縣置東興設治局（?月） |
| 1929年                                                                    | 民國18年 | 43 |    | 10 |             | - 改景星設治局為景星縣（1月） - 析克山縣置克東設治局（1月） - 改綏東設治局為綏濱縣（1月） - 析呼瑪縣置鷗浦設治局（1月） - 析璦琿縣置奇克設治局（2月） - 析克東設治局置德都設治局（11月） - 析龍江縣置富裕設治局（11月） - 析通河縣置鳳山設治局（11月） - 改明水設治局為明水縣（11月） - 改依安設治局為依安縣（11月） - 改雅魯設治局為雅魯縣（11月） - 改烏雲設治局為烏雲縣（11月） - 改佛山設治局為佛山縣（11月） - 改奇克設治局為奇克縣（11月） - 改鷗浦設治局為鷗浦縣（11月） |
| 1930年                                                                    | 民國19年 | 43 |    | 10 |             | |
| 1931年                                                                    | 民國20年 | 44 |    | 9  |             | - 改遜河設治局為遜河縣（10月） |
| 1932年                                                                    | 民國21年 | 44 |    | 9  |             | |
| 1933年                                                                    | 民國22年 | 44 |    | 9  |             | |
| 1934年                                                                    | 民國23年 | 44 |    | 9  |             | |
| 1935年                                                                    | 民國24年 | 44 |    | 9  |             | |
| 1936年                                                                    | 民國25年 | 44 |    | 9  |             | |
| 1937年                                                                    | 民國26年 | 44 |    | 9  |             | |
| 1938年                                                                    | 民國27年 | 44 |    | 9  |             | |
| 1939年                                                                    | 民國28年 | 44 |    | 9  |             | |
| 1940年                                                                    | 民國29年 | 44 |    | 9  |             | |
| 1941年                                                                    | 民國30年 | 44 |    | 9  |             | |
| 1942年                                                                    | 民國31年 | 44 |    | 9  |             | |
| 1943年                                                                    | 民國32年 | 44 |    | 9  |             | |
| 1944年                                                                    | 民國33年 | 44 |    | 9  |             | |
| 1945年                                                                    | 民國34年 | 44 |    | 9  |             | |
| 1946年                                                                    | 民國35年 | 44 |    | 9  |             | |
| 1947年                                                                    | 民國36年 | 25 | 1  |    |             | - 析龍鎮縣置北安市（6月） - 嫩江縣改名嫩城縣（6月） - 改克東設治局為克東縣（6月） - 改德都設治局為德都縣（6月） - 改鐵驪設治局為鐵驪縣（6月） - 龍江縣移屬嫩江省（6月） - 大賚縣移屬嫩江省（6月） - 肇州縣移屬嫩江省（6月） - 肇東縣移屬嫩江省（6月） - 青岡縣移屬嫩江省（6月） - 安達縣移屬嫩江省（6月） - 泰來縣移屬嫩江省（6月） - 林甸縣移屬嫩江省（6月） - 景星縣移屬嫩江省（6月） - 布西設治局移屬興安省（6月） - 索倫山設治局移屬興安省（6月） - 雅魯縣移屬興安省（6月） - 泰康設治局移屬嫩江省（6月） - 富裕設治局移屬嫩江省（6月） - 蘭西縣移屬嫩江省（6月） - 木蘭縣移屬嫩江省（6月） - 湯原縣移屬合江省（6月） - 通河縣移屬合江省（6月） - 甘南設治局移屬嫩江省（6月） - 呼蘭縣移屬嫩江省（6月） - 巴彥縣移屬嫩江省（6月） - 東興設治局移屬嫩江省（6月） - 鳳山設治局移屬合江省（6月） - 蘿北縣移屬合江省（6月） - 綏濱縣移屬合江省（6月） - 呼倫縣移屬興安省（6月） - 臚濱縣移屬興安省（6月） - 室韋縣移屬興安省（6月） - 奇乾縣移屬興安省（6月） |
| 1948年                                                                    | 民國37年 | 25 | 1  |    |             | |
| 1949年                                                                    | 民國38年 | 25 | 1  |    |             | |

## 政府
黑龍江省政府分前、後兩個時期：一是1929年（民國18年）成立省政府開始，到1932年（民國21年）2月日本關東軍進入哈爾濱市為止，歷時3年多；二是1945年（民國34年）9月在重慶市成立籌備處開始，至1948年（民國37年）11月中共解放軍進入瀋陽市為止，歷時4年2個月。
黑龍江省政府主席
- 常蔭槐（1928年12月31日－1929年1月10日）
- 萬福麟（1929年2月9日－1931年11月17日）
- 馬占山（1931年11月17日－1932年3月1日；1940年5月3日－1945年9月4日）
- 韓駿傑（1945年9月4日－1948年11月2日）

黑龍江省政府委員：
- 朱漢生
- 劉時濟
- 吳越潮
- 劉全忠
- 劉政因
- 于黎伯